# Pseudopostega spatulata
Pseudopostega spatulata là một loài bướm đêm thuộc họ Opostegidae. Nó là loài duy nhất được tìm thấy ở the La Selva Biological Station, a lowland rainforest area ở đông bắc Costa Rica.
Chiều dài cánh trước là 2-2.4 mm. Adults are mostly white. Con trưởng thành bay vào tháng 2 và tháng 9.